# نظام إدارة المحتوى

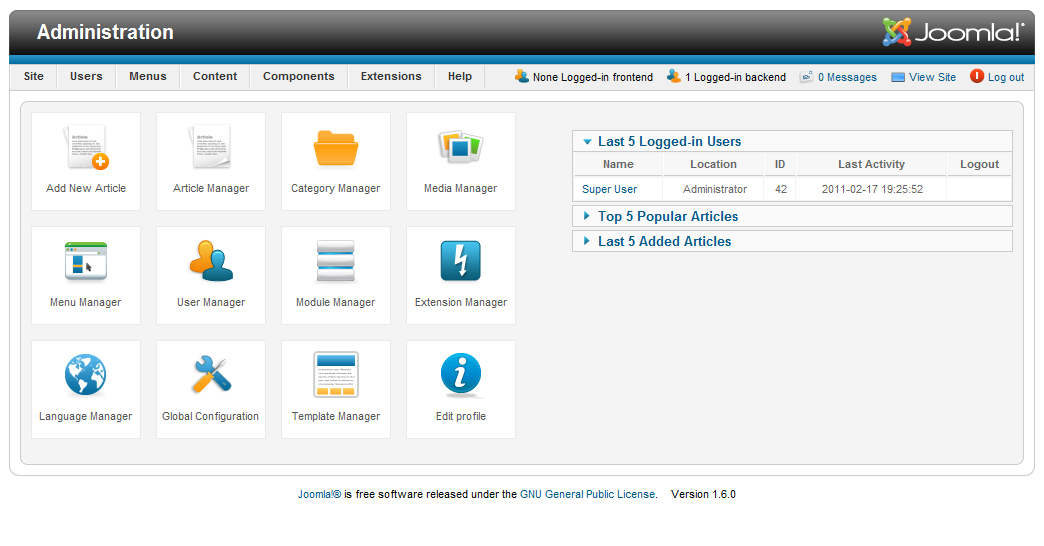

نظام إدارة المحتوى (بالإنجليزية: Content Management System أو CMS)‏ هو مجموعة الإجراءات المتبعة لإدارة سير العمل في بيئة تعاونية.
هذه الإجراءات إما أن تكون يدوية أو مبنية على الحاسوب.
البيانات في نظام إدارة المحتوى قد تكون أي شيء تقريباً: وثائق، أفلام، صور، أرقام هواتف، أرقام خاصه، بيانات علمية، وهكذا.
تستخدم نظم إدارة المحتوى عادةً في التحكم في الوثائق وترتيبها والتحكم بالمراجعات الموجودة منها؛ فنظام إدارة المحتوى يزيد رقم الإصدار (بالإنجليزية: version)‏ مع كل تعديل يطرأ على الملف. فالتحكم بالمراجعات هو أحد المميزات الرئيسية لنظام إدارة المحتوى.
ويمكن أيضا تعريفها بأنها : حزم برامج متكاملة تشكل نظاما لادارة المحتوى المطلوب نشره وعرضه لزوار وأعضاء الموقع، وتوفر أدوات للتحكم في عملية النشر، وتعمل هذه النظم في العادة على الإنترنت وان كان من الممكن تشغيلها كذلك على الشبكة المحلية .

## الوظائف
- السماح لِعدد كبير من المُستخدمين للمساهمة ومشاركة البيانات المخزنة
- التحكم في الوصول للبيانات، بناءً على أدوار المستخدمين
- المساعدة في التخزين والإستِرجاع السهل للبيانات
- تقليل الإدخال المُتكرر للبيانات
- تسهيل كِتابة التقارير
- تسهيل الإتِصال بين المُستخدمين

## نُظم إدارة مُحتوى الشرِكات
نِظام إدارة مُحتوى الشرِكات (بالإنجليزية: Enterprise Content Management أو ECM)‏ هو المُحتوى، والوثائق والتفاصيل المُتعلِقة بالعمليات المنظمة للشركة. الغرض منه هو إدارة المعلومات غير المُهيكلة في الشرِكة، بكل صيغها وأماكِنها.

## نُظم إدارة مُحتوى الويب
نِظام إدارة مُحتوى الويب (بالإنجليزية: Web content management system أو WCM)‏ هو نِظام إدارة محتوى مصمم لتيسير نشر محتوى الويب (بالإنجليزية: web content)‏ إلى المواقع والأجهزة المحمولة. والسماح، على وجه الخصوص، لمؤلفي المحتوى غير المُتخصصين بإرسال المحتوى بدون أن يتطلب ذلك معرفة مسبقة بِلُغة رقم النص الفائق (بالإنجليزية: HTML)‏ أو رفع الملفات.
فيتميز نظام إدارة محتوى الويب عن برمجيات بناء المواقع (بالإنجليزية: Website Builders)‏ مثل مايكروسوفت فرونت بيج أو أدوبي دريمويفر أو أي هورايزنز نولدج سرفر 3.0 بعدم الحاجة لخبرة أو معرفة تقنية أو حتى تدريب لتطوير وإدارة محتوى الصفحات الإلكترونية. فهو يُسهل التحكم، المُراقبة، التعديل، والتطوير على الصفحات الإلكترونية، من قبل مستخدم أو عدة مستخدمين بصلاحيات محددة
.
هناك عدة نماذج لإدارة محتوى الويب، منها: المدونات، المنتديات، والبوابات.
تستخدم المُدونات نُظُماً مُبسطة لإدارة المحتوى وهي موجهة للأستخدام الشخصي، كما يمثل ويكي نموذجاً آخر لِنُظُم إدارة المحتوى.
بأزدياد تعقيد وترابُط المحتوى وكذلك حجمه والسُرعة التي يتطلبها النشر الرقمي، أصبح أستعمال أنظِمة لإدارة المعلومات في مواقع الإنترنت أمر لا غنى عنه.

## نِظام إدارة المحتوى المكون
في نِظام إدارة المحتوى المكون (بالإنجليزية: Component content management system)‏ يكون تخزين وإدارة المحتوى على مستوى أجزاء الوثيقة (المُكونات) وذلك من أجل قدرة أعلى على إعادة أستخدام تلك المُكونات.
الوظائف الأساسية في نِظام إدارة المحتوى المكون هي:
- إدارة الأمن
- إدارة المُكونات
- إدارة الخوادم
- إدارة التدقيق

## أنظِمة إدارة المحتوى
توجد العديد من نُظُم إدارة المحتوى، بعضها مفتوح المصدر والبعض الآخر أحتِكاري.

## وصلات خارجية
- The CMS Matrix - موقع يتيح المقارنة بين العديد من أنظمة إدارة المحتوى الموجودة
- opensourceCMS.com - موقع يتيح تجريب العديد من أنظمة إدارة المحتوى مفتوحة المصدر
- نظام إدارة الوثائق إدارة السجلات الخاص بك مع RicohDocs
- أنظمة إدارة المحتوى المفتوحة المصدر - نقاش حول فوائد ومميزات أنظمة إدارة المحتوى مفتوحة المصدر